# Claudia de Médici
Claudia de Médici (Florencia, 4 de junio de 1604 - Innsbruck, 25 de diciembre de 1648) fue una archiduquesa de Austria y condesa del Tirol perteneciente a la célebre familia de los Médici.

## Biografía

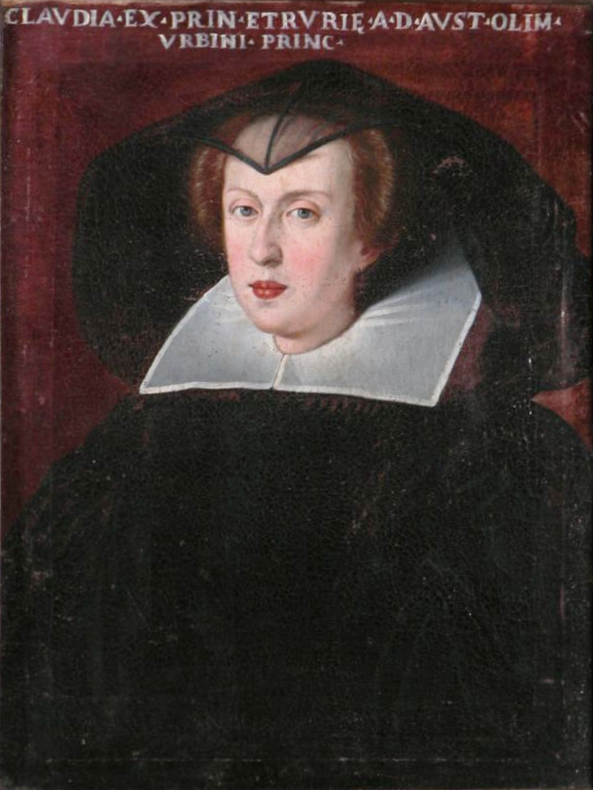
Leopoldo V de Habsburgo, Claudia de Médici

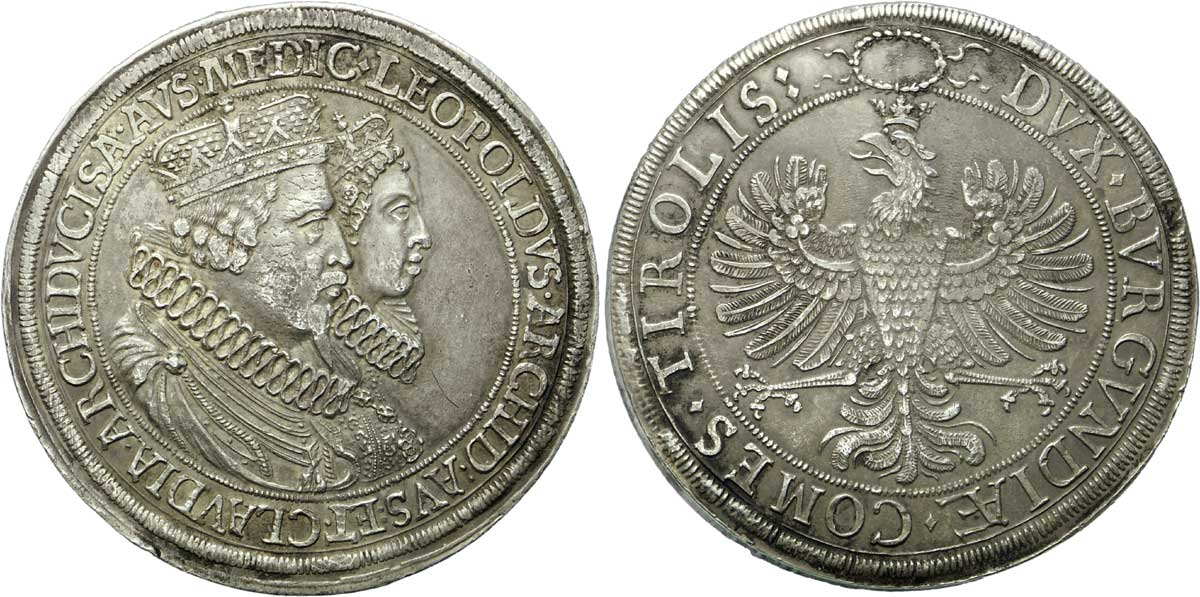
Leopoldo V de Habsburgo, Claudia de Médici

Novena y última hija del gran duque de Toscana Fernando I de Médici y de Cristina de Lorena, se casó en 1621 con Federico Ubaldo della Rovere, duque de Urbino, al cual había sido prometida cuatro años antes. Tuvieron una hija, Victoria della Rovere, futura mujer del gran duque de Toscana Fernando II de Médici. Federico Ubaldo murió en 1623 a causa de un ataque de epiléptico, lo que hizo que Claudia volviera a Florencia, siendo recluida en un convento.
En 1626 contrajo segundas nupcias con el conde del Tirol Leopoldo V de Austria, hermano del Emperador Fernando II de Habsburgo. El matrimonio tuvo cinco hijos.
Leopoldo murió en 1632, dejándola viuda por segunda vez. A la muerte de su marido asumió la regencia del Tirol durante la minoría de edad de su hijo Fernando Carlos, junto a cinco consejeros. Se mantuvo en la regencia hasta 1646.
Primero bajo Fernando II, y después de la muerte de este (1637), bajo Fernando III fue corregente del Tirol y Austria Anterior. Gracias a sus estrechas relaciones con la casa imperial, la archiduquesa Claudia pudo ampliar las posesiones del Austria Anterior, exigiendo en nombre de sus hijos menores, los territorios conquistados en el Ducado de Württemberg. Efectivamente pudo tomar posesión de estos territorios (Blaubeuren, Pfullingen y Göppingen) en 1636 y hacerse jurar fidelidad. Trabajó mucho en favor de la Contrarreforma, para la reintroducción de la religión católica.
Con la Paz de Westfalia los territorios fueron restituidos al duque Everardo III de Württemberg, a pesar de que la archiduquesa luchó hasta el final para que la restitución no se hiciese realidad. 
Claudia murió poco tiempo después. Sus restos están en la cripta de la iglesia de los Jesuitas de Innsbruck.

## Obras
Durante el curso de la Guerra de los Treinta Años hizo construir la fortaleza de Ehrenberg (conocida como "Fuerte Claudia", en Reutte, Tirol), de Kufstein y de Scharnitz (la Puerta Claudia del fuerte de Scharnitz toma su nombre de ella), y se ocupó de renovar y mejorar las defensas del Tirol, amenazado por una posible apertura de un frente meridional de guerra.
Estimuló también el arte, con la construcción de teatros barrocos, y el comercio, con la constitución de la nueva feria de Bolzano en 1635 y el desarrollo del artesanado en el Tirol. También en 1635 Claudia fundó el magistrado mercantil de Bolzano.

## Descendencia
De su primer matrimonio con el duque Federico tuvo una hija:
- Victoria (1622-1694).

Su matrimonio con Leopoldo V tuvo cinco hijos:
- María Leonor (1627-1629).

- Fernando Carlos (1628-1662).

- Isabel Clara (1629-1685).

- Segismundo Francisco (1630-1665).

- María Leopoldina (1632-1649), futura mujer del emperador Fernando III de Habsburgo.

## Curiosidades
Bolzano le ha dedicado una calle y una escuela (el instituto profesional para los servicios comerciales y turísticos) a Claudia de Médici.
También el municipio de Malles Venosta se encuentra ligado a la figura de la archiduquesa: su escudo, de hecho, fue concedida por la propia Claudia en 1642 y reproduce en la parte superior los colores de la Casa de Austria y en la inferior tres bolas rojas sobre campo amarillo, en honor de la familia Médici.